# Saimir
Pour plus de détails, voir Fiche technique et Distribution.
Saimir est un film italien réalisé par Francesco Munzi, sorti en 2004.

## Fiche technique
- Titre : Saimir
- Réalisation : Francesco Munzi
- Scénario : Serena Brugnolo, Dino Gentili et Francesco Munzi
- Production : Cristiano Bortone et Daniele Mazzocca
- Musique : Giuliano Taviani
- Photographie : Vladan Radovic
- Montage : Roberto Missiroli
- Décors : Valentina Scalia
- Pays d'origine : Italie
- Format : Couleurs
- Durée : 88 minutes
- Date de sortie : 2004

## Distribution
- Xhevdet Ferri : Edmond
- Anna Ferruzzo : Simona
- Lavinia Guglielman : Michela
- Mishel Manoku : Saimir

## Récompenses et distinctions
- Grand prix du jury au Festival international du premier film d'Annonay.